# Wilson (Carolina do Norte)
Wilson é uma cidade localizada no estado norte-americano de Carolina do Norte, no Condado de Wilson.

## Demografia
Segundo o censo norte-americano de 2000, a sua população era de 44.405 habitantes.
Em 2006, foi estimada uma população de 47.380, um aumento de 2975 (6.7%).

## Geografia
De acordo com o United States Census Bureau tem uma área de
60,7 km², dos quais 60,3 km² cobertos por terra e 0,4 km² cobertos por água. Wilson localiza-se a aproximadamente 37 m acima do nível do mar.

## Localidades na vizinhança
O diagrama seguinte representa as localidades num raio de 16 km ao redor de Wilson.